# Trachurus capensis
Trachurus capensis es una especie de peces de la familia Carangidae en el orden de los Perciformes.

## Morfología
Los machos pueden llegar alcanzar los 60 cm de longitud total.

## Distribución geográfica
Se encuentra desde el Golfo de Guinea hasta Sudáfrica.